# Assonance
Ne doit pas être confondu avec Asonance.
L'assonance (substantif féminin), de l'espagnol asonancia, asonar (verbe) issu du latin adsonare (« répondre à un son par un autre son »), est une figure de style qui consiste en la répétition d'un même son de voyelle (phonème) dans plusieurs mots proches. En versification, elle est souvent constituée par l’homophonie de la dernière voyelle non caduque du vers. Plus globalement, on parle en général d'assonance dans le cas d'une répétition d'une ou de plusieurs voyelles dans un vers ou une phrase. L'effet recherché est, comme avec l'allitération constituée par la répétition d’une consonne, la mise en relief d'une sonorité et par là d'un sentiment ou d'une qualité du propos. Elle vise parfois l'harmonie imitative et en ce sens est très proche de l'onomatopée. Deux types d'assonances sont distingués : l’assonance métrique (se confondant souvent avec la rime) et l’assonance harmonique (hors cadre poétique et de versification).

## Exemples
- Par exemple, avec  /i/ : « Tout m'afflige et me nuit et conspire à me nuire » (Racine, Phèdre).
- Autre exemple, toujours avec le phonème /i/ : « Madame, qui l'eût dit que dans vos bras habite / Amour si tristement et subie, et subite ? » (Paul-Jean Toulet, Les Contrerimes).
- Avec le phonème /a/ : « Ô lac, l'année à peine a fini sa carrière » (Alphonse de Lamartine, Le Lac dans Méditations poétiques).
- Avec le phonème /a/ : « C’était à Mégara, faubourg de Carthage, dans les jardins d’Hamilcar » (Gustave Flaubert, Salammbô).
- Avec les phonèmes /a/ et /ɑ/ : « Le pacha se pencha, attrapa le chat, l'emmena dans sa villa et le plaça près du lilas. »
- Autre exemple, de nouveau avec le phonème /a/ : « J'adore les magasins du passage Choiseul » (Paul-Jean Toulet, Les Contrerimes).
- Autre exemple, toujours avec le phonème /a/ : « Moi, sans amour jamais qu'un amour d'Art, Madame, / Et vous, indifférente et qui n'avez pas d'âme, / Vieillissons tous les deux pour ne jamais nous voir. » (Émile Nelligan, À une femme détestée dans Poésies complètes)
- Avec le phonème /ᾶ/ : « Il y eut la porte comme une scie / Il y eut les puissances des murs /…./ Le temps de tous les jours / Dans une chambre abandonnée une chambre en échec / Une chambre vide. » (Paul Éluard, Le mal dans La Vie immédiate)
- Avec le phonème /ɔ/ :
- Avec le phonème /œ/ : « Quelqu'un pleure sa douleur / Et c'est mon cœur ! » (Émile Nelligan, Quelqu'un pleure dans le silence)
- Avec le phonème /ε/ : « Elle est hautaine et belle, et moi timide et laid :/ Je ne puis l'approcher qu'en des vapeurs de rêve. » (Émile Nelligan, Beauté cruelle dans Poésies complètes)
- Avec le phonème /ɑ̃/ : « Tu as eu vent de cet enfant, Sullivan ? Effarant, non ? » (Léon le caméléon dans Monstres et Compagnie)
- Avec le phonème /ɔ̃/ : « Roncevaux ! Roncevaux ! Dans ta sombre vallée     L’ombre du grand Roland n’est donc pas consolée !» (Alfred de Vigny, Le Cor, Poèmes antiques et modernes[1])

## Définition
Répétition d'une voyelle, orale ou nasale, à l'intérieur d'un vers ou d'un poème.

### Définition linguistique
L'assonance opère une transformation phonique et vocalique (voyelles) exclusivement, à l'identique. On ne tient compte que des sons ou phonèmes, contrairement à l'allitération : « Lève, Jérusalem, lève ta tête altière » (Jean Racine), il s'agit ici d'une assonance en /è/ et non de la répétition du morphème. Cette caractéristique pose des problèmes d'identification dans les textes.[réf. nécessaire]
On[Qui ?] confond parfois assonance et rime; beaucoup de rimes féminines en effet (finissant par un e muet) sont des formes d'assonance sur le plan de l'effet. Historiquement, la rime est une assonance émancipée[pas clair].[réf. nécessaire] Néanmoins : 

« L’assonance pourrait, dans ce sens, être considérée comme une rime imparfaite ou élémentaire. Elle n’exige que l’homophonie de la voyelle tonique, sans tenir compte des consonnes qui la précèdent ou qui la suivent. Chaste et frappe, par exemple, forment une assonance ; frappe  et nappe forment une rime. Déjà, au Moyen Âge, dans la poésie française, les poèmes les plus anciens n’avaient pas de rimes mais seulement des assonances. C’était même un élément essentiel de leur versification. Il importait peu que les deux voyelles en jeu fussent écrites de la même façon : l’orthographe n’avait rien à voir en cette question ; mais il était indispensable que ces voyelles se prononçassent pareillement, de sorte qu’un o ouvert ne pouvait assoner avec un o fermé. »

— Marcel De Grève
En somme il y a souvent confusion entre les deux termes dans le cas des assonances finales de vers. Alors que l'assonance ne concerne que la répétition vocalique, la rime est une répétition d'un groupe phonique (consonantique et vocalique).

### Définition stylistique
L'effet recherché est, comme dans le cas de l'allitération, la répétition expressive ou harmonique. Néanmoins, ses possibilités sont plus étendues que pour l'allitération; en effet, l'assonance ne vise que le phonème, le nombre de cas concernés (tous ceux de la langue excepté le e muet) permet un panel florissant de renvois harmoniques. En somme, selon Mazaleyrat et Molinié (cf. bibliographie), l'assonance fonctionne sur deux plans : celui des structures métriques (versification, proximité d'avec la rime) et celui des structures harmoniques (plan de l'harmonie imitative). Contrairement à l'allitération, l'assonance a une fonction marquée de contrainte métrique. L'assonance, tout comme l'allitération, contribue pour l'auteur à former une harmonie imitative. Proche de l'onomatopée du point de vue de la finalité (imiter des sons réels), elle permet de frapper davantage le lecteur en renforçant la suggestion de certaines impressions visuelles, auditives, ou tactiles, les autres sens étant exclus. Elle est à ce titre très employée par Charles Baudelaire dans le cadre de ses Correspondances (ou synesthésie) : « L’aurore grelottante en robe rose et verte ».
La publicité en utilise les ressources pour véhiculer une qualité ou pour faciliter la mémorisation dans l'esprit de l'interlocuteur.

### Genres concernés
Dans son acceptation métrique, en contiguïté avec la rime, l'assonance ne se retrouve qu'en poésie, et principalement dans ses formes classiques, voire médiévales. Dans son acceptation harmonique, on peut la trouver dans n'importe quel genre, à l'instar de l'allitération.
En musique, l'assonance a été expérimentée par les compositeurs modernes comme Michael Jarrell en 1990 avec Assonance IV, suivant les préceptes avant-gardistes de Schoenberg et de son Traité d'harmonie,.

## Historique de la notion
L'assonance est un procédé très employé dans la poésie médiévale (dans La Chanson de Roland par exemple) qui n'avait pas de rime mais que des assonances. Ce n'est cependant qu'à partir du XVIIe siècle que le terme issu de l’espagnol, et qui désignait une pratique propre à la versification castillane, apparaît en France sous l'expression d'asonancia. En Espagne du Siècle d'or en effet, comme chez Calderón de la Barca avec La vida es sueño ("La vie est un songe" - 1636), le mètre dominant, le romance, joue non sur des rimes (comme d’autres mètres), mais sur des assonances variées (/a/, /e/ ou /o/).
Le sens spécifique dans ce cas, désigne les homophonies de voyelles en fin de vers, suivies d'une hétérophonie de consonne (ex : monde / ombre). Les voyelles formant l'assonance peuvent occuper n'importe quelle place syntaxique dans le vers ou la phrase (cas de la prose) : au début, au milieu ou à la fin d’un mot. Cependant, il est fréquent de les rencontrer en position accentuée (accent tonique français), c’est-à-dire en finale du mot dans la langue française. Cette position est celle privilégiée par la tradition poétique (Boileau, François de Malherbe, Victor Hugo…). Ces voyelles phoniques peuvent ne pas avoir la même orthographe; le son est avant tout l'effet recherché ici. À ce titre il ne faut pas la confondre avec un autre effet stylistique caractéristique de la poésie : la rime également en fin de vers qui est elle la répétition d'un ensemble phonique (voyelles et consonnes) et qui supplante l'assonance dès le XVIIe siècle. Dès lors, l'assonance est utilisée pour renforcer l'expressivité des alexandrins (chez Jean Racine notamment).
Enfin, les surréalistes et après eux l'Oulipo dans leurs projets de restructurer le langage poétique, ont également exploité l'effet. Enfin, l'assonance n'est pas un effet réservé au genre de la poésie : on peut la retrouver dans la prose et dans les genres à la limite de la poésie et du narratif (vers libre, écriture blanche…)

### Figures proches
La figure corollaire, portant sur les consonnes est l'allitération, souvent utilisée aux côtés de l'assonance. La contre-assonance est la figure inverse. De même il faut la distinguer d'une autre figure de style très proche qui consiste à créer un effet par la répétition de la terminaison d'un mot : l'homéotéleute.
Comme pour l'allitération, la figure mère hiérarchiquement supérieure est l'onomatopée, ce qui pose débat.

### Débats
Comme pour l'allitération, on peut considérer l'assonance comme appartenant au type des onomatopées. La polémique porte également sur l'emploi du mot assonance : une évolution souhaitable serait d'utiliser allitération par extension à toute récurrence de phonèmes, vocaliques ou consonantiques, et de réserver assonance à son emploi comme rime.
La polémique sur son maintien dans la langue face à la rime a donné lieu, au travers de l'histoire littéraire, à bon nombre de prises de position des auteurs et poètes: Gérard de Nerval défend ainsi l’assonance : 

« […] mais la rime, cette sévère rime française, comment s’arrangerait-elle du couplet suivant :

La fleur de l’olivier – que vous avez aimé- […].

Observez que la musique se prête admirablement à ces hardiesses ingénues, et trouve dans les assonances, ménagées suffisamment d’ailleurs, toutes les ressources que la poésie doit lui offrir. »

— Gérard de Nerval, Les Filles du feu, Chansons et légendes du Valois
Pareillement, Charles Baudelaire et Verlaine, non seulement la pratiquent mais la prônent : « Rimez faiblement, assonez si vous voulez, mais rimez ou assonez, pas de vers français sans cela » (Verlaine). En 1894, Verlaine écrit un poème consacré à la défense de cette figure, Vers en assonances, où il prouve la force harmonique de celle-ci.